# Ulhasnagar
Ulhasnagar (Marathi: उल्हासनगर, Ulhāsnagar) ist eine an der Westküste Indiens gelegene Stadt mit mehr als 500.000 Einwohnern (Volkszählung 2011).
Sie befindet sich im Distrikt Thane des Bundesstaates Maharashtra nordöstlich der Metropole Mumbai (Bombay).